# 1381
Évszázadok: 13. század – 14. század – 15. század
Évtizedek: 1330-as évek – 1340-es évek – 1350-es évek – 1360-as évek – 1370-es évek – 1380-as évek – 1390-es évek – 1400-as évek – 1410-es évek – 1420-as évek – 1430-as évek
Évek: 1376 – 1377 – 1378 – 1379 –  1380 – 1381 – 1382 – 1383 – 1384 – 1385 – 1386

## Események
- június 2. – Károly, (II. Károly dédunokája) III. Károly néven lép trónra Nápolyban (1386-ig uralkodik).
- június 12. – Kitör a Wat Tyler vezette parasztfelkelés Angliában a lázadók elfoglaják Londont. II. Richárd angol király kénytelen elfogadni a parasztok követeléseit. Bár később a felkelést leverik, a jobbágyság gyakorlatilag megszűnik Angliában.
- augusztus 8. – I. Lajos magyar és lengyel király megköti Velencével a torinói békét. Lajos visszaadja itáliai hódításait, Velence pedig elismerte őt Dalmácia urának.
- augusztus 26. – Lajos Johanna királynő eltávolítása után a nápolyi trónra segíti a korábban udvarában nevelkedett Kis Károlyt.
- november 14. – Remete Szent Pál testét Budáról, a Királyi Vár kápolnájából átvitték s Szentlőrinci Kolostorba[1]

### Határozatlan dátumú események
- az év folyamán –

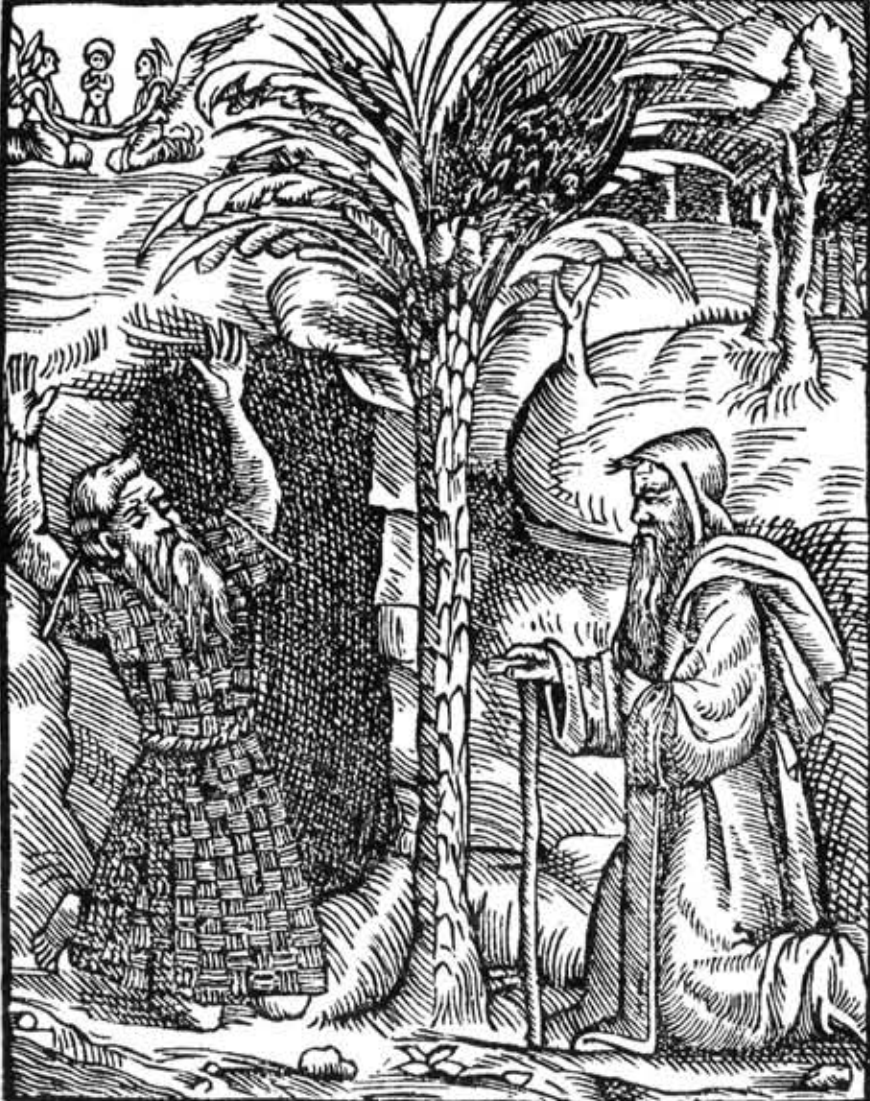
Remete Szent Pál látogatása Remete Szent Antalnál

- - Nagy Lajos király megszerzi hadisarcként Velencétől Remete Szent Pál mumifikálódott holttestét.

## Halálozások
- június 15. – Wat Tyler, a róla elnevezett parasztfelkelés vezetője (* 1341)